# Gold Coast (Queensland)
Gold Coast (em português Costa do Ouro) é uma cidade litorânea localizada no sudeste de Queensland, na costa leste da Austrália. A cidade está a 94 quilômetros ao sul de Brisbane, a capital do estado. É a segunda cidade mais populosa do estado e a sexta cidade mais populosa do país. A área metropolitana de Gold Coast inclui Tweed Heads, no estado de Nova Gales do Sul, e converge para a Grande Brisbane, que faz parte de uma aglomeração urbana mais vasta formada por mais de 3 milhões de pessoas.
Embora a origem do nome da cidade seja discutível, o nome de "Gold Coast" foi cunhado por investidores imobiliários. O primeiro assentamento na região foi como uma colônia penal em Redcliffe. A região de Gold Coast permaneceu praticamente desabitado por europeus até 1823, quando o explorador John Oxley aterrou na praia. O fornecimento de cedro vermelho do campo atraiu pessoas para a área em meados do século XIX. Mais tarde, em 1875, o local se estabeleceu e cresceu com uma reputação como um destino de férias isolado para os membros da classe alta de Brisbane.
A região de Gold Coast cresceu significativamente após o estabelecimento do hotel Surfers Paradise no final de 1920. A área cresceu na década de 1980 como um destino turístico importante e, em 1994, a jurisdição do governo local foi ampliada para abranger a maior parte da área metropolitana de Gold Coast, tornando-se a segunda área de governo local mais populosa área na Austrália, depois da cidade de Brisbane. A cidade é hoje um importante destino, com seu clima subtropical ensolarado, é conhecida por ser a Miami-Orlando da Austrália devido as suas praias adequadas para o surf, arranha-céus, parques temáticos e vida noturna, o que torna o turismo uma de suas indústrias mais significativas. A cidade sediou os Jogos da Commonwealth de 2018.

## História

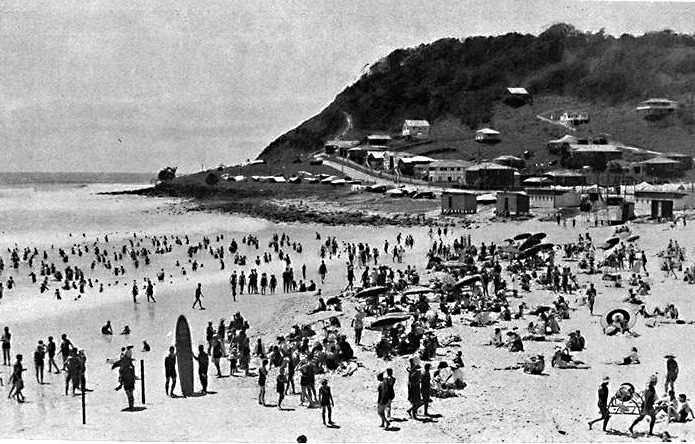
Burleigh Heads, por volta de 1939.

O Capitão James Cook tornou-se o primeiro europeu a notar a região quando navegou pela costa em 16 de maio de 1770 com o barco HM Bark Endeavour.
O cedro vermelho, muito presente na área atraiu um grande número de pessoas para a área nos anos 1800s. O subúrbio de Nerang foi estabelecido propiciando uma base para a indústria.

## Geografia
Sua população é de 482.500 habitantes (2005), sua área de 1.402 km² e sua densidade populacional de 334.52 habitantes/km². É a segunda cidade mais populosa do estado, atrás somente de Brisbane, e  a sétima mais populosa do país.

### Clima
Gold Coast tem um clima subtropical úmido (Cfa na classificação climática de Köppen-Geiger), com verões quentes e úmidos e invernos amenos, com pouca chuva. No verão é comum a ocorrência de precipitações em forma de tempestades e chuvas fortes. As temperaturas extremas registadas variaram de 2,5 °C em 19 de julho de 2007 a 40,5 °C em 22 de fevereiro de 2005, embora a cidade raramente experimente temperaturas acima de 35 °C no verão ou abaixo de 5 °C no inverno.
| Dados climatológicos para Gold Coast    | Dados climatológicos para Gold Coast | Dados climatológicos para Gold Coast | Dados climatológicos para Gold Coast | Dados climatológicos para Gold Coast | Dados climatológicos para Gold Coast | Dados climatológicos para Gold Coast | Dados climatológicos para Gold Coast | Dados climatológicos para Gold Coast | Dados climatológicos para Gold Coast | Dados climatológicos para Gold Coast | Dados climatológicos para Gold Coast | Dados climatológicos para Gold Coast | Dados climatológicos para Gold Coast |
| Mês                                     | Jan                                  | Fev                                  | Mar                                  | Abr                                  | Mai                                  | Jun                                  | Jul                                  | Ago                                  | Set                                  | Out                                  | Nov                                  | Dez                                  | Ano                                  |
| --------------------------------------- | ------------------------------------ | ------------------------------------ | ------------------------------------ | ------------------------------------ | ------------------------------------ | ------------------------------------ | ------------------------------------ | ------------------------------------ | ------------------------------------ | ------------------------------------ | ------------------------------------ | ------------------------------------ | ------------------------------------ |
| Temperatura máxima recorde (°C)         | 38,5                                 | 40,5                                 | 36,3                                 | 33,3                                 | 29,4                                 | 27,1                                 | 26,8                                 | 32,4                                 | 33                                   | 36,8                                 | 35,5                                 | 39,4                                 | 40,5                                 |
| Temperatura máxima média (°C)           | 28,6                                 | 28,5                                 | 27,7                                 | 25,8                                 | 23,4                                 | 21,3                                 | 21,1                                 | 21,8                                 | 23,8                                 | 25,2                                 | 26,7                                 | 27,8                                 | 25,1                                 |
| Temperatura mínima média (°C)           | 21,8                                 | 21,8                                 | 20,7                                 | 18,3                                 | 15,3                                 | 13,1                                 | 12                                   | 12,4                                 | 14,8                                 | 16,8                                 | 18,9                                 | 20,5                                 | 17,2                                 |
| Temperatura mínima recorde (°C)         | 17,2                                 | 17,2                                 | 13,4                                 | 8,9                                  | 6,6                                  | 3,8                                  | 2,5                                  | 4,2                                  | 8,3                                  | 9,5                                  | 8,2                                  | 14,7                                 | 2,5                                  |
| Precipitação (mm)                       | 127,5                                | 169,3                                | 112,2                                | 129                                  | 116                                  | 117,4                                | 50,8                                 | 57,1                                 | 43,4                                 | 96                                   | 123,7                                | 136,5                                | 1 276,8                              |
| Dias com precipitação                   | 14,2                                 | 14,2                                 | 15,3                                 | 12,4                                 | 12,1                                 | 10,8                                 | 8,5                                  | 7                                    | 8,2                                  | 10,2                                 | 12,3                                 | 12,4                                 | 137,6                                |
| Umidade relativa (%)                    | 70                                   | 70                                   | 68                                   | 65                                   | 62                                   | 58                                   | 55                                   | 56                                   | 62                                   | 66                                   | 68                                   | 69                                   | 64                                   |
| Fonte: Australian Bureau of Meteorology |                                      |                                      |                                      |                                      |                                      |                                      |                                      |                                      |                                      |                                      |                                      |                                      |                                      |

## Política

### Cidades-irmãs
De acordo com Gold Coast City Council Website
| País                       | Cidade (e província ou estado)            |
| -------------------------- | ----------------------------------------- |
| República Popular da China | Beihai, Guangxi Zhuang                    |
| França                     | Nouméa, Nova Caledônia                    |
| Grécia                     | Corfu                                     |
| Israel                     | Netanya                                   |
| Japão                      | Prefeitura de Kanagawa e Takasu, Hokkaido |
| Mongólia                   | Ulaanbaatar                               |
| Nova Zelândia              | Horowhenua                                |
| República da China         | Taipei e Tainan                           |
| Emirados Árabes Unidos     | Dubai                                     |
| Estados Unidos             | Fort Lauderdale, Flórida                  |

## Economia

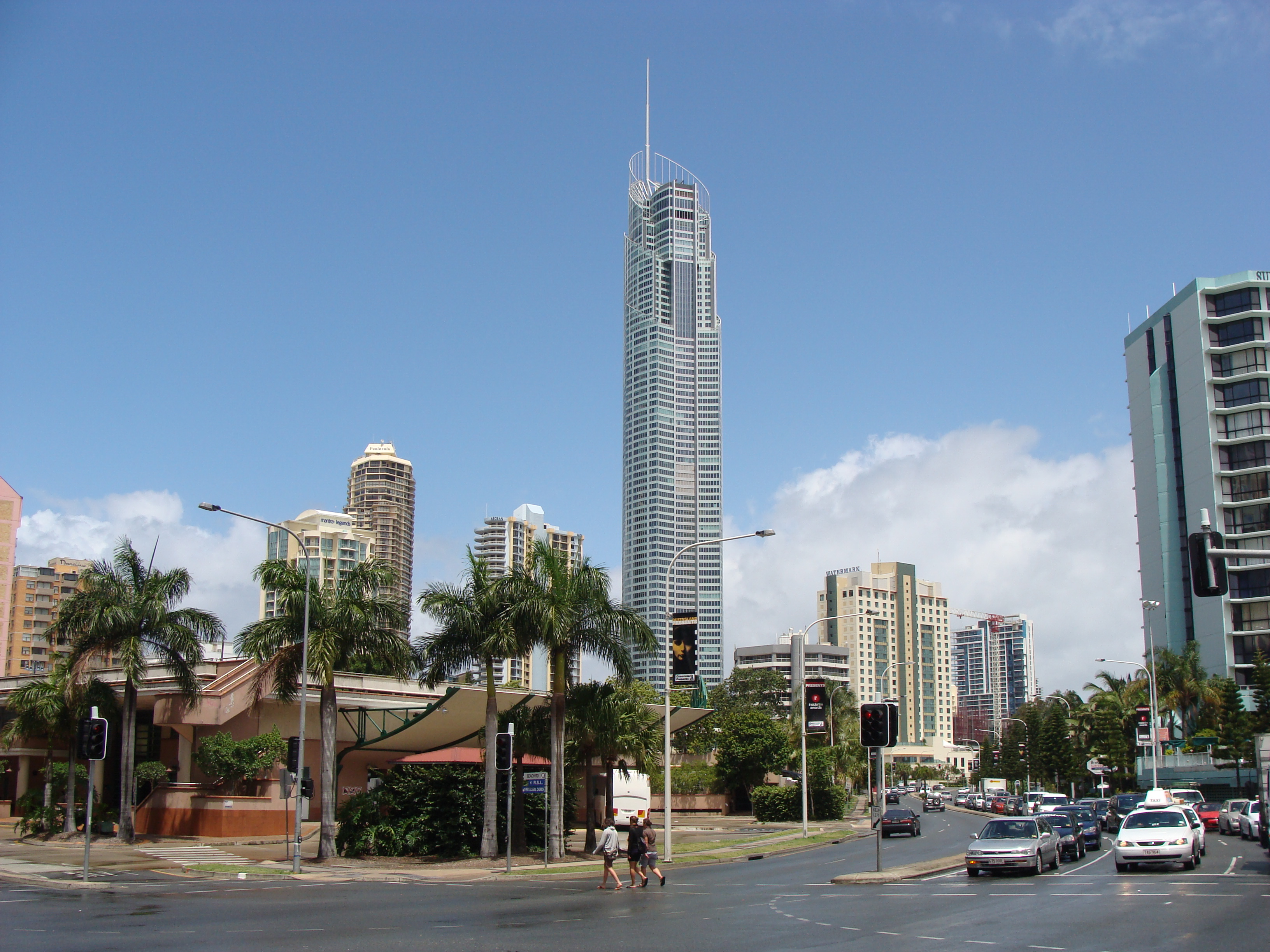
Q1 Tower, em Surfers Paradise, o mais alto arranha-céu da Austrália.

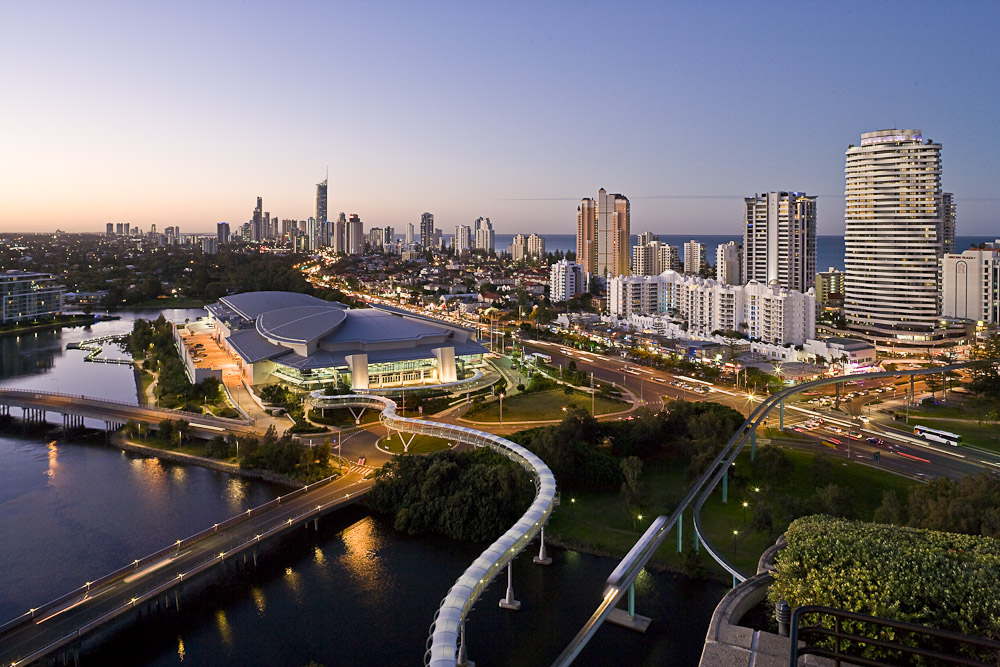
A cidade ao anoitecer

Em 50 anos, a cidade Gold Coast cresceu de um pequeno destino de férias à beira-mar para a sexta maior cidade da Austrália. Situado dentro do corredor de crescimento do Sudeste de Queensland, a cidade é agora considerada a grande cidade com o crescimento mais rápido do país, com uma taxa de média anual de crescimento populacional de 3,4%, em comparação com 1,2% para a Austrália. O produto interno bruto (PIB) aumentou de 9,7 bilhões em 2001 para 15,6 bilhões de dólares australianos em 2008, um aumento de 61 por cento. O turismo continua a ser fundamental para a economia de Gold Coast City, que recebe quase 10 milhões de visitantes por ano.
No passado, a economia era impulsionada pelas indústrias derivadas da construção civil, turismo e varejo. Alguma diversificação ocorreu desde então e agora a cidade tem uma base industrial em comunicação e tecnologia de informação, alimentos, meio ambiente e indústrias de esportes. Estas indústrias foram identificados como as principais da cidade pelo Conselho da Cidade de Gold Coast.

### Turismo
Cerca de 10 milhões de turistas visitam a área de Gold Coast anualmente, sendo cerca de 800 mil visitantes internacionais. O turismo é a maior indústria da região e contribui diretamente com mais de 4,4 bilhões de dólares na economia da cidade a cada ano, respondendo diretamente para um em cada quatro postos de trabalho na cidade Há aproximadamente 65 mil leitos, 60 quilômetros de praias, 600 km de canais, 100 mil hectares de reserva natural, 500 restaurantes, 40 campos de golfe e cinco principais parques temáticos na cidade.

## Cultura

### Esportes
A cidade é famosa pelo seu circuito de rua na praia de Surfers Paradise onde se realizam corridas da ChampCar e da V8 SuperCars. É onde acontece a primeira etapa do Circuito Mundial de Surfe.